# Klaus Berntsen
Klaus Espen Bernsten (Eskilstrup, 12 juni 1844 - Kopenhagen, 27 maart 1927) was een Deens politicus en eerste minister voor de Venstre-partij. Hij was in 1910-1913 raadsvoorzitter (eerste minister) van Denemarken.
Tijdens en na de samensmelting van de Moderate Venstre en Venstrereformpartiet tot Venstre-partij in 1910 kreeg Berntsen steeds meer invloed. Van oktober 1908 tot oktober 1909 was hij Minister van Binnenlandse Zaken in de kabinetten van Niels Neergaard en Ludvig Holstein-Ledreborg.
Op 5 juli 1910 werd hij door koning Frederik VIII, die een persoonlijke vriend van hem was, tot raadsvoorzitter (Konseilspræsident), ofwel eerste minister benoemd. In zijn tot 13 juni 1913 zittende kabinet nam hij ook de post van Minister van Defensie op zich.
Tot de dood van de koning genoot zijn regering diens bijzondere steun, maar daarna, onder Christiaan X, zwol de kritiek steeds meer aan, waarbij hem met name de verwaarlozing van het sociale vraagstuk kwalijk genomen werd. Kort nadat hij in 1913 nog een grondwetswijziging had beloofd, werd hij vervangen door Carl Theodor Zahle.
- Bibliothèque nationale de France: cb166090722 (data)
- International Standard Name Identifier: 0000 0004 4423 7632
- Système universitaire de documentation: 182028569
- Virtual International Authority File: 313226689
- WorldCat: E39PBJjCPjYjmMXQKd8kdpDpfq